# Georges Boussignac
Georges Boussignac, né le 11 octobre 1943 à Lapsunj (Royaume de Yougoslavie, aujourd'hui en Bosnie-Herzégovine) et mort le 21 mai 2020 à Tulle, est un médecin anesthésiste-réanimateur français, inventeur de la ventilation en pression positive continue.

## Biographie
Georges Boussignac, d'origine croate, après avoir fait deux années de médecine, quitte la Yougoslavie pour la France pour des raisons politiques. Arrivé à Paris, il travaille comme plombier et, ensuite, comme garçon de salle à l’hôpital Saint-Antoine dans le service de gastro-entérologie du professeur Jacques Caroli (1902-1979) qui l’incite à reprendre les études de médecine.

## Invention de la ventilation en pression positive continue
En 1973 il travaille dans le service de réanimation du professeur Pierre Huguenard (1924-2006) à l'hôpital Henri-Mondor de Créteil. Dans ce service sont hospitalisés trois des survivants du crash du vol Varig 820, accident dû à un feu en cabine. Chez ces patients, qui présentent une hypoxémie due à une atteinte sévère des poumons, l’intubation n’est pas indiquée. Pour leur assurer l'oxygénation, le docteur Boussignac bricole un casque fait d’un sac en plastique transparent, avec une chambre à air de vélo d’enfants pour réaliser l'étanchéité autour du cou et des tuyaux immergés dans un bocal d’eau pour assurer une pression positive, l’étanchéité des différentes parties étant obtenue avec du sparadrap. Ce dispositif permet aux trois blessés de s’en sortir,. 
Par la suite, le docteur Boussignac parvient à mettre au point un dispositif de ventilation en pression positive continue utilisable dans les hôpitaux, dispositif qui sera produit par le groupe Vygon en 1991. Ce système, connu aussi sous le sigle CPAP (de l'anglais Continuous Positive Airway Pressure), sera utilisé dans des situations d’hypoxie non traumatique : le syndrome d'apnées du sommeil ou chez les patients atteints du Covid-19 en service de réanimation,.
Le docteur Boussignac, inventeur prolifique avec plus de 124 brevets, développera ensuite d’autres systèmes comme le tube RCP adapté à la prise en charge des accidents cardiaques ou le dispositif d’insufflation par flot continu d’oxygène (B-CARD pour Boussignac Cardiac Arrest Resuscitation Device).

## Distinctions
- Chevalier de la Légion d’honneur (1er janvier 2014)[7]